# William N. Vaile

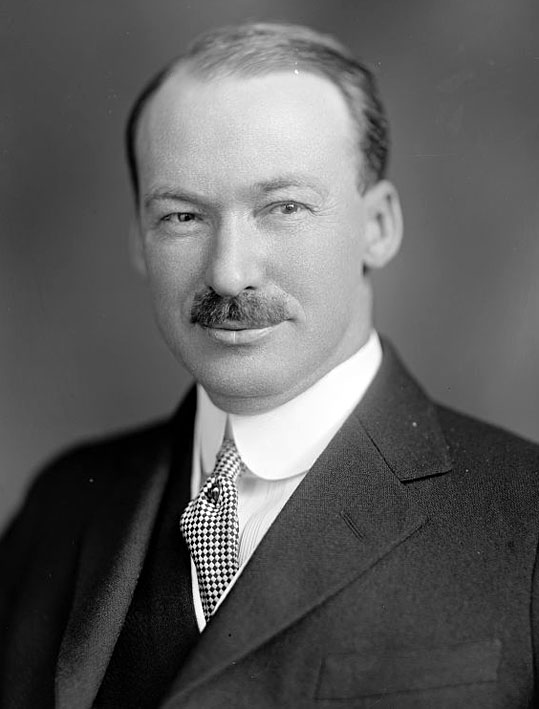
William N. Vaile

William Newell Vaile (* 22. Juni 1876 in Kokomo, Indiana; † 2. Juli 1927 im Rocky-Mountain-Nationalpark, Colorado) war ein US-amerikanischer Politiker. Zwischen 1919 und 1927 vertrat er den ersten Wahlbezirk des Bundesstaates Colorado im US-Repräsentantenhaus.

## Werdegang
Im Jahr 1881 kam William Vaile mit seinen Eltern nach Denver in Colorado. Dort besuchte er die öffentlichen Schulen. Danach studierte er bis 1898 an der Harvard University. Während des Spanisch-Amerikanischen Krieges war er von Mai bis Oktober 1898 Soldat in einer Freiwilligeneinheit. Nach dem Krieg studierte Vaile an der University of Colorado und in Harvard Jura. Nach seiner im Jahr 1901 erfolgten Zulassung als Rechtsanwalt begann er in Denver in seinem neuen Beruf zu arbeiten.
Vaile war auch Mitglied der Nationalgarde von Colorado, mit der er im Jahr 1916 während eines Grenzkonflikts mit Mexiko an die mexikanische Grenze versetzt wurde. Politisch schloss er sich der Republikanischen Partei an. Als deren Kandidat wurde er 1918 im ersten Distrikt von Colorado in das US-Repräsentantenhaus gewählt. Dort trat er am 4. März 1919 die Nachfolge von Benjamin C. Hilliard an. Da er in den folgenden Wahlen jeweils bestätigt wurde, konnte er bis zu seinem Tod im Juli 1927 im Kongress verbleiben. Von 1923 bis 1925 war er Vorsitzender des Ausschusses zur Kontrolle der Ausgaben des Finanzministeriums.